# Sám doma a bohatý 2: Vánoční přání
Sám doma a bohatý 2: Vánoční přání nebo také Vánoční přání Richieho Riche či Vánoční přání Ričiho Riče (orig. Richie Rich's Christmas Wish) je americký film z roku 1998, pokračování snímku Sám doma a bohatý. V titulní roli Richieho Riche nahradil Macaulayho Culkina David Gallagher.

## Děj
Richie Rich má ve velkých saních na dálkové ovládání doručit sirotkům ze sirotčince vánoční dárky. Jeho zlý bratranec Reggie Van Dough se ale zmocní ovladače a sáně navede do lidí a domů. Richie je tak obviněn z toho, že zkazil lidem Vánoce. Když je zpátky doma, tak si u stroje profesora Keenbeana, který plní přání, přeje, aby se nikdy nenarodil. Richie se potom ocitne v alternativní realitě, kde se nikdy nenarodil a musí najít cestu zpět. Dozvěděl se, že bez něj by se věci vyvíjely hůř. Shromáždí své přátele (kteří si ho nepamatují), kteří mu pomohou vše napravit. Richie se vrátí domů, je šťastný, že žije a je schopný napravit chyby, které předtím způsobil sáněmi.

## Obsazení
| David Gallagher       | Richie Rich       |
| Eugene Levy           | profesor Keenbean |
| Keene Curtis          | Herbert Cadbury   |
| Jake Richardson       | Reggie Van Dough  |
| Martin Mull           | Richard Rich      |
| Lesley Ann Warren     | Regina Richová    |
| Richard Fancy         | pan Van Dough     |
| Marla Maples          | paní Van Doughová |
| Michelle Trachtenberg | Gloria            |
| Blake Jeremy Collins  | Frackles          |
| Austin Stout          | Pee Wee           |
| Kathleen Freeman      | slečna Peabodyová |
| Richard Riehle        | seržant Mooney    |
| Don McLeod            | Irona             |
| Billy Burnette        | Nigel             |